# チェーザレ・ムッシーニ
チェーザレ・ムッシーニ（Cesare Mussini、1804年6月5日 - 1879年5月24日）はドイツ生まれのイタリアの画家である。肖像画や宗教画を描いた。

## 略歴
ベルリンでイタリアのベルガモ生まれの音楽家、ナターレ・ムッシーニ(Natale Mussini:1765-1837)の息子に生まれた。母親も音楽家で、有名な作曲家ジュゼッペ・サルティの娘であった。1820年に画家になる弟のルイージ・ムッシーニ(Luigi Mussini:1813-1888)と、フィレンツェに移り、フィレンツェの美術学校で絵の訓練を始め、ピエトロ・ベンヴェヌーティやジュゼッペ・ベッツォーリに学んだ。1823年に水彩画で美術学校の賞を受け、翌年油絵で賞を受けた。
1828年からローマに移り、ローマではフランスの外交官で作家のフランソワ＝ルネ・ド・シャトーブリアンや画家で、在ローマ・フランス・アカデミーの校長のオラース・ヴェルネと知り合った。1830年にローマを訪れた若い音楽家のフェリックス・メンデルスゾーンとも知り合い友人になった。ローマで絵のスタイルは古典主義からロマン主義のスタイルに変わった。
1832年にフィレンツェに戻り、人気のある肖像画家として知られるようになった。1834年からフィレンツェの美術学校で教えるようになった。1939年にベルリンの王立の美術コレクションの充実のために働いたオルフェルス(Ignaz von Olfers)に協力し、彫刻作品を入手させた。
1840年頃、新しい天然樹脂油絵具の製法を開発した。この製法は1875年にドイツの会社に売却され、現在も「ムッシーニ」のブランド名の油絵具が販売されている。
1844年にロシアのサンクトペテルブルクに旅し、2年間滞在し、皇帝ニコライ1世のために働いた。
フィレンツェで死去した。

## 作品

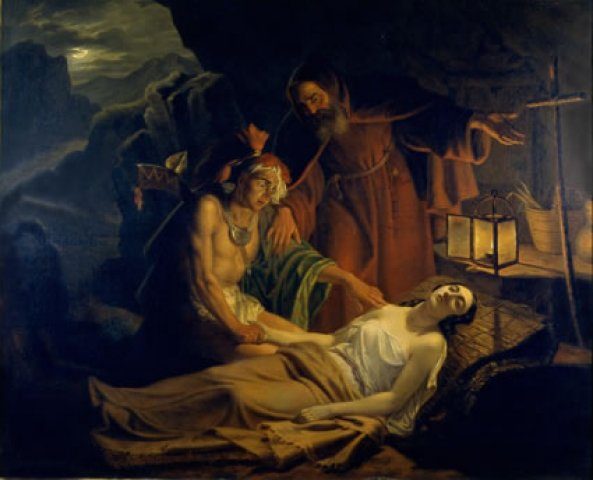
"Atala" (1835)
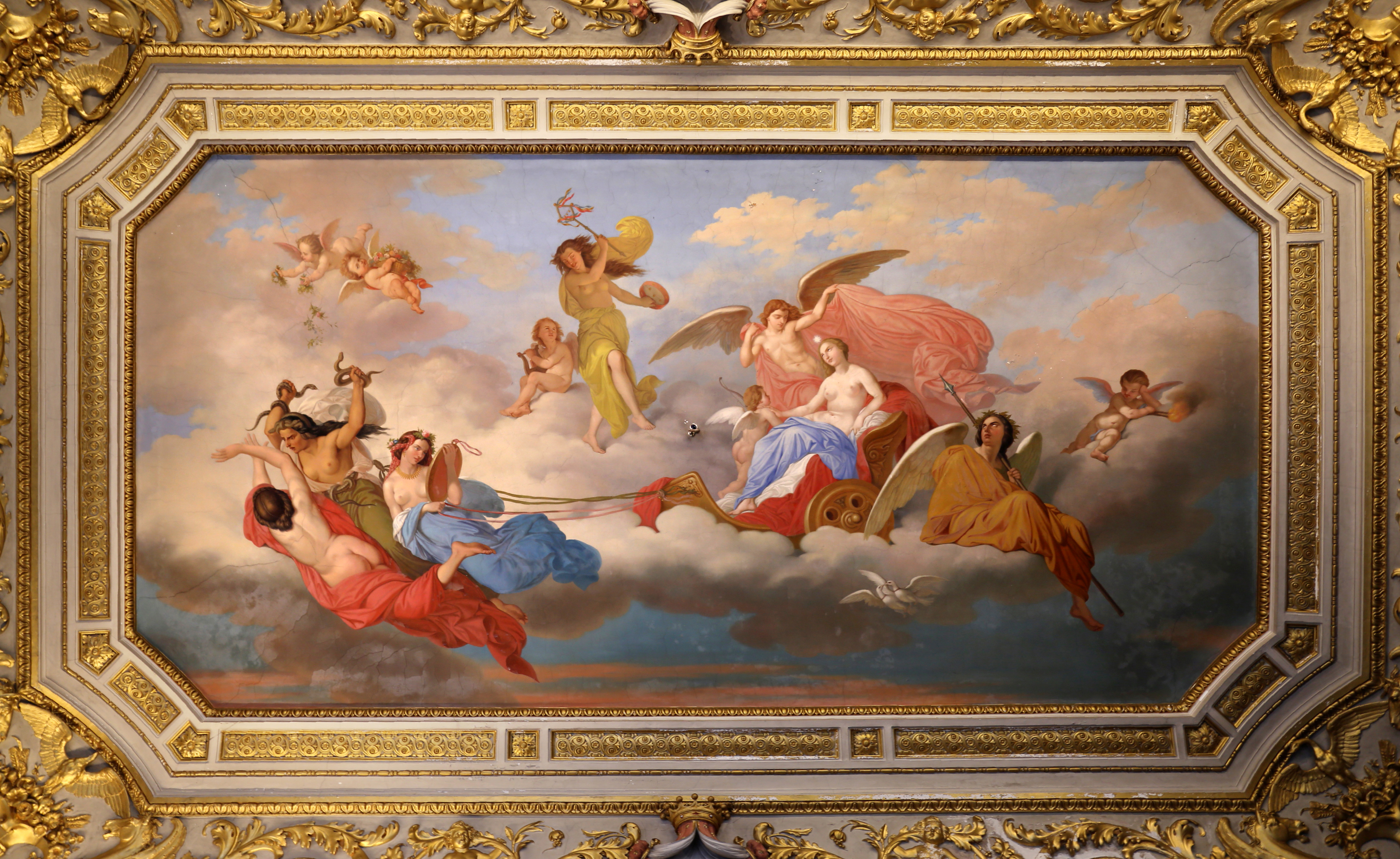
フィレンツェのVilla Favardの装飾画
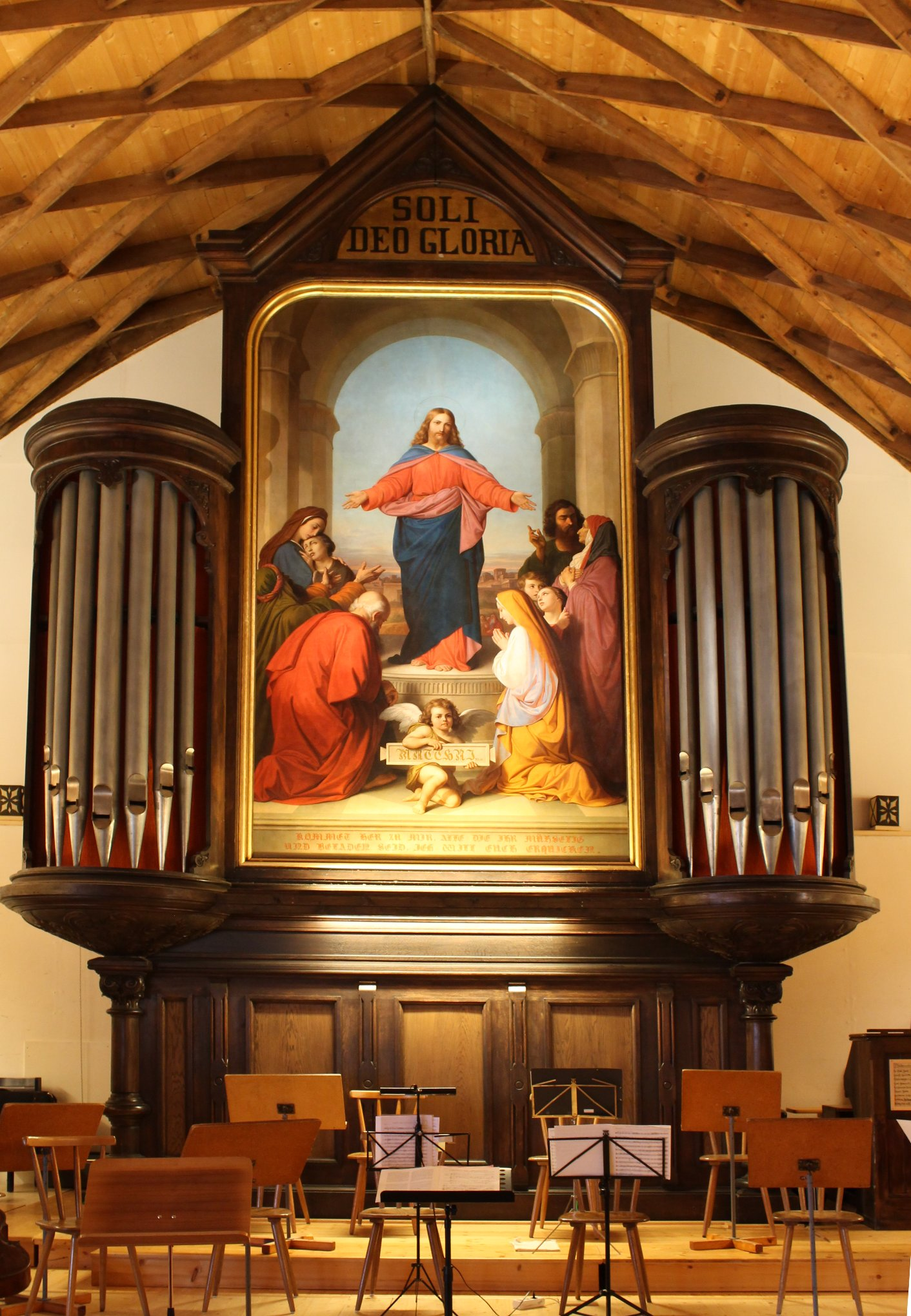
教会のオルガンホールの装画